# La Motte-Feuilly

La Motte-Feuilly este o comună în departamentul Indre, Franța. În 1 ianuarie 2022 avea o populație de 74 de locuitori.